# Bistum Formosa (Brasilien)
Das Bistum Formosa (lat.: Dioecesis Formosensis) ist eine römisch-katholische Diözese mit Sitz im brasilianischen Formosa (Bundesstaat Goiás). Es gehört mit dem Bistum Luziânia und dem Bistum Uruaçu zur Kirchenprovinz Brasília.

## Geschichte
Das Bistum Formosa wurde am 26. März 1956 durch Papst Pius XII. aus Gebietsabtretungen des Erzbistums Goiás als Territorialprälatur Formosa errichtet. Am 16. Oktober 1979 wurde die Territorialprälatur zum Bistum erhoben.
2014 wurde José Ronaldo Ribeiro Bischof von Formosa. Am 21. März 2018 stellte ihm Papst Franziskus den Erzbischof von Uberaba, Paulo Mendes Peixoto, als Apostolischen Administrator sede plena zur Seite, wodurch die Jurisdiktion des Diözesanbischofs ausgesetzt war. Der Bischof, vier Priester seiner Diözese und acht weitere Personen waren zuvor wegen des Verdachts der Veruntreuung von Spendengeldern verhaftet worden. Am 12. September 2018 nahm der Papst den Rücktritt Ribeiros an und bestätigte Erzbischof Mendes Peixoto als Apostolischen Administrator für die Zeit der Sedisvakanz bis zum Amtsantritt von Adair José Guimarães als Ribeiros Nachfolger am 1. Juni 2019.

## Ordinarien

### Prälaten von Formosa
- Victor Tielbeek SSCC, 1961–1979

### Bischöfe von Formosa
- Victor Tielbeek SSCC 1979–1997
- Jan Kazimierz Wilk OFMConv, 1998–2004, dann Bischof von Anápolis
- Paulo Roberto Beloto, 2005–2013, dann Bischof von Franca
- José Ronaldo Ribeiro, 2014–2018
- Adair José Guimarães seit 2019